# 洪钧祖宅
洪钧祖宅，位于江苏省苏州市姑苏区城西道前街北侧西支家巷6、8、10、11、13号，以及瓣莲巷39号，是规模较大的清代民居，为苏州市文物保护单位。

## 历史
西支家巷洪钧祖宅为洪钧出生地。洪钧系桂林洪氏，祖籍是安徽徽州府歙县桂林村，祖父经商，来苏州后建此宅。

## 建筑
洪钧祖宅坐北朝南，共分六路，占地面积3600平方米。
西一路前后五进，门厅面阔三间，第二进起皆为楼房。
中路四进。末进临瓣莲巷存北向平房一进，三间两夹厢。
东一路存一进平房门厅，进深8檩，及三进楼厅。
东二路第二进扁作梁。
建国后，洪钧祖宅归为公有，安排数十户居民入住。损毁情况严重。

## 保护
2003年，苏州市人民政府公布为苏州市控制保护建筑，编号136。2018年姑苏区住建部门对洪钧祖宅进行修缮。2019年8月27日，公布为第八批苏州市文物保护单位。